# Aagtekerkse molen
De Aagtekerkse molen is een korenmolen aan de Molenweg even ten zuiden van Aagtekerke. De molen heeft geen officiële naam. Het is de enige zeskante molen in Zeeland.

## Geschiedenis
De molen is gebouwd in 1801 als vervanging van een molen die in een zware storm op 9 november 1800 verging. De grondzeiler is gedekt met dakleer en heeft een vlucht van 20,16 meter. De molen heeft grote landschappelijke waarde en was tot 1955 in bedrijf. In 1970/71 volgde restauratie en kon de molen na 16 jaar weer draaien.
De gemeente Veere is sinds 1998 de huidige eigenaar. Er wordt tegenwoordig nog regelmatig gemalen, onder andere voor veevoer. Op het terrein van de molen staat tevens een modelmolen,  Het Unicum, die in 1957 door molenmaker Klaas de Troye uit Middelburg werd gebouwd.